# 刘海涛 (游泳运动员)
刘海涛（？—），男，河北人，中国游泳运动员、教练，国家级教练，曾任中国国家游泳队教练员。知名弟子有焦刘洋、李冰洁等。他因弟子刘子璇在2017年全国运动会期间尿检呈利尿剂阳性，被禁赛2年。